# Marc-Étienne Lansade
Pour les articles homonymes, voir Lansade.
Marc-Étienne Lansade, né le 3 novembre 1973, est un homme politique et homme d'affaires français.
Membre du Front national de 2012 à 2017, puis de Reconquête, il est maire de Cogolin de 2014 à 2025 et conseiller régional de Provence-Alpes-Côte d'Azur de 2015 à 2021.

## Jeunesse et famille
Marc-Étienne Lansade naît le 3 novembre 1973 et grandit dans le 16e arrondissement de Paris. Son père est président du conseil de l’Ordre national des chirurgiens dentistes.
Il se marie en 2023, en présence d'Éric Zemmour et Marion Maréchal. Naissance d'un enfant de cette union.

## Formation et activités professionnelles
Il étudie le droit privé, option droit des affaires, à l'université Panthéon-Assas. Agent immobilier exerçant à Levallois-Perret, il est ensuite patron de discothèque en Croatie de 2008 à 2011. Il est un habitué de la vie nocturne sur la Côte d'Azur. Marianne affirme qu'il a « envisagé en 2012 de fuir la France pour le Luxembourg et son régime fiscal avantageux ».

## Élu local

### Maire de Cogolin (depuis 2014)
Marc-Étienne Lansade rejoint le Front national (FN) à l'occasion de l'élection présidentielle de 2012. Michel Henry relève qu'il est « parachuté à Cogolin, [...] sans expérience en politique ni connaissance de la ville, à part sa vie nocturne ». Marianne souligne qu'il est alors « inconnu du grand public et d'une majorité de militants du Front national » et qu'il est promu par Marine Le Pen et son directeur de cabinet Nicolas Lesage, ainsi que par Louis Aliot. Lors des élections municipales de 2014, sa liste l'emporte avec 53,1 % des voix face à celle divers droite conduite par Jacques Senequier. Lui-même indique par la suite ne pas avoir cru à la possibilité d'une victoire.
Au début de son mandat, il fait démonter un campement de Roms par des tractopelles municipales : la scène est filmée par la municipalité qui publie la vidéo sur les réseaux sociaux. Il propose de donner le nom de Maurice Barrès à un parking, avant de renoncer devant la polémique, et s'oppose à la tenue dans sa ville d'un spectacle de danse orientale. Il embauche aussi un militant identitaire, Julien Langella, pour gérer sa communication. Comme dans la plupart des villes gérées par le FN, le conseil municipal adopte une charte anti-migrants qui marque son opposition à l'accueil de personnes expulsées de la jungle de Calais. À partir de l'été 2016, il est parmi les maires qui tentent d'interdire le port du burkini sur les plages de sa commune. En 2019, il organise dans sa commune une vente aux enchères de l'ONG SOS Chrétiens d'Orient.
Public Sénat indique que « la plupart de ses ambitions pour la commune, sont des projets immobiliers. Création de logements, résidence haut de gamme pour le troisième âge, centre médical, réfection de la place des boules, juste devant le « café des sports » le quartier général des militants frontistes… les chantiers ne manquent pas. Mais il rêve surtout de réaménager les marines de Cogolin, un des plus vastes ports de la Côte d'Azur, pour créer un complexe touristique, à coup de cession de terrains municipaux à bas prix, ou d'aménagement de zones protégées. [...] Les parcelles communales sont bien souvent vendues à des prix défiants toute concurrence, des terrains bradés, cédés au tarif de terres parcelles non constructibles. Malgré l'opposition de certains habitants, et les recours les promoteurs défrichent rapidement, sans faire attention aux espèces protégées ». L'opposition conteste vivement sa décision de vider le seul musée de la ville, « La demeure Sellier », pour le privatiser et le transformer en hôtel. Pour ces projets immobiliers, il fait appel à Jean-Marc Smadja, cousin des époux Balkany, qui assiste à tous les conseils municipaux où il est question d'urbanisme.
Au conseil municipal, le groupe FN enregistre dix démissions, soit le nombre le plus important parmi les mairies FN ; Marc-Étienne Lansade est critiqué pour son entourage et ses méthodes (concession de plage cédée à une connaissance personnelle, vente du dernier terrain communal en bord de mer),.
Il est également vice-président de la communauté de communes du golfe de Saint-Tropez.
Lors des élections municipales de 2020, sa liste l'emporte au second tour avec 58 % des voix face à celle de Mireille Escarrat, candidate divers centre, qui avait fusionné les quatre listes d'opposition entre les deux tours.

### Conseiller régional de PACA (depuis 2015)
Il est élu conseiller régional de PACA lors des élections régionales de 2015.
Après la démission de Marion Maréchal de la présidence du groupe FN en juillet 2017, il se déclare candidat pour prendre sa succession, avant de se retirer « pour ne pas créer une division supplémentaire » et de s'abstenir.

## Sur l'échiquier politique

### Au FN (2012-2017)
Il indique avoir « commencé à [se] rapprocher vraiment du Front national en 2007 », par l'intermédiaire de Nicolas Lesage qui lui demande de travailler en tant qu'expert immobilier sur la vente du siège du FN. En novembre 2014, il entre au comité central du FN.
Il est proche de Marion Maréchal, qu'il a poussée à se présenter comme tête de liste aux élections régionales alors que Jean-Marie Le Pen entendait encore obtenir cette place, et un ami de son assistant parlementaire Arnaud Stephan,. Marianne indique qu'il « s'en tient à la ligne droitière et conservatrice établie » par Marion Maréchal. Libéral en économie, il soutient la « loi Macron » de 2015, malgré l'opposition du FN à cette mesure.
Il partage également « bon nombre d'amis influents » avec Marine Le Pen, dont son directeur de cabinet Nicolas Lesage, son compagnon Louis Aliot et Frédéric Chatillon,.
Pour Marianne, « Lansade incarne cette génération d'élus inexpérimentés mais présentables pour lesquels l'extrême droite, en quête de respectabilité, a les yeux de Chimène ».

### Sans parti (2017-2022)
Il annonce son départ du FN en septembre 2017, dans le contexte de divisions internes après les élections nationales de 2017. Il se dit « en désaccord profond avec la ligne du Front national qui a changé », en particulier avec ses « propositions économiques et sociales qui vont dans le mauvais sens », se présente comme « un homme de droite » et affirme avoir mis en cause, « depuis le début », « les 35 heures, la retraite à 60 ans et la sortie de l'euro ». Il indique alors opter pour l'étiquette divers droite,. Il réaffirme cependant son plein soutien à Marion Maréchal, qui s'est retirée de la vie politique quelques semaines plus tôt et qu'il dit « admirer ». Marianne indique que son départ du FN pourrait aussi s'expliquer par sa volonté de « se positionner dans l’éventualité où sa favorite se lancerait dans une nouvelle aventure politique », ou encore par son souhait de « poursuivre son plan d’urbanisation de Cogolin hors des radars, qu’ils soient médiatiques ou administratifs ».
Par ailleurs, il salue la politique d'Emmanuel Macron comme étant « une vraie politique de droite ». Pour les élections municipales de 2020, il parvient à rallier sur sa liste Audrey Rondini-Gilli, ancienne adhérente de l'UMP qui devait diriger une liste soutenue par la députée LREM Sereine Mauborgne.

### Reconquête (2022-2024)
Il soutient Éric Zemmour en vue de l'élection présidentielle française de 2022 et lui accorde son parrainage. Il rejoint ensuite Reconquête, dont il devient délégué dans le Var.
Marc-Étienne Lansade se présente aux élections législatives dans la quatrième circonscription du Var en tant que candidat suppléant aux côtés d'Éric Zemmour. Il échoue en troisième position avec 23,19% des voix, derrière Sereine Mauborgne (Ensemble !) et Philippe Lottiaux (RN).
En 2024, il est candidat aux élections européennes, en 14e position de la liste Reconquête dirigée par Marion Maréchal. Il quitte Reconquête peu après les élections, expliquant être écœuré par les conflits internes.

## Affaires judiciaires
Marc-Étienne Lansade fait l'objet en 2023 de plusieurs mises en examen, notamment pour favoritisme, prise illégale d'intérêts et détournement de fonds publics, dans des affaires traitées par la brigade financière de Marseille. Plusieurs de ses proches, dont son ancien directeur de cabinet, sont également mis en cause. Il est placé sous contrôle judiciaire.
D'autre part, il comparait en septembre 2024 pour abus de faiblesse dans une autre affaire et est condamné à dix-huit mois de prison avec sursis et trois ans de privation de ses droits civiques. Sans exécution provisoire, il peut tout de même garder son mandat. Le 1er juillet 2025, la cour d'appel d'Aix-en-Provence confirme cette condamnation et ordonne l'exécution provisoire de la peine d'inéligibilité.
En septembre 2024, il est mis en examen pour corruption, escroquerie en bande organisée et complicité de détournement de fonds publics, étant soupçonné d’avoir touché des sommes d'argent en échange de l'attribution d'un marché public en 2017.  Il aurait perçu selon la justice au moins 1,2 million d'euros en espèces.

### Documentaire
- Pascal Lorent, « Cogolin, ville à vendre », 2017